# Tournoi de tennis d'Atlantic City
Le tournoi d'Atlantic City (New Jersey, États-Unis) est un tournoi de tennis féminin du circuit professionnel WTA.
L'épreuve, organisée une seule fois en 1973, a été remportée par Chris Evert, en simple et en double (avec Marita Redondo).

## Palmarès

### Simple
| No | Date       | Nom et lieu du tournoi             | Catégorie | Dotation | Surface | Vainqueure  | Finaliste      | Score    |         |
| -- | ---------- | ---------------------------------- | --------- | -------- | ------- | ----------- | -------------- | -------- | ------- |
| 1  | 30-07-1973 | USLTA Atlantic City, Atlantic City | USTA Tour | NC       | NC      | Chris Evert | Marita Redondo | 6-2, 7-5 | Tableau |

### Double
| No | Date       | Nom et lieu du tournoi            | Catégorie | Dotation | Surface | Vainqueures                | Finalistes                | Score    |         |
| -- | ---------- | --------------------------------- | --------- | -------- | ------- | -------------------------- | ------------------------- | -------- | ------- |
| 1  | 30-07-1973 | USLTA Atlantic City Atlantic City | USTA Tour | NC       | NC      | Chris Evert Marita Redondo | Ilana Kloss Pat Pretorius | 6-4, 6-4 | Tableau |